# Faptele în cazul domnului Valdemar
„Faptele în cazul domnului Valdemar” (în engleză The Facts in the Case of M. Valdemar) este o povestire de groază a scriitorului american Edgar Allan Poe, publicată pentru prima dată în decembrie 1845. Ea se referă la un mesmerist (hipnotizator) care introduce un om într-o stare hipnotică la momentul morții. Exemplu de poveste de suspans și de groază, ea este într-o anumită măsură o farsă ce a fost publicată fără pretenția de a fi fictivă și mulți cititori de la data publicării (1845) au considerat-o o relatare adevărată. Poe n-a contrazis un timp aceste opinii înainte de a admite că povestirea era de fapt o pură ficțiune extremă.

## Rezumat
Naratorul prezintă faptele din cazul extraordinar al domnului Valdemar, care a provocat discuții publice controversate. El este interesat de mesmerism, o pseudoștiință care implică aducerea unui pacient într-o stare hipnagogică prin influența magnetismului, o activitate care s-a dezvoltat mai târziu în hipnotism. Naratorul subliniază faptul că, după cum știe, nimeni nu a fost vreodată hipnotizat în pragul morții și el este curios să vadă ce efecte ar putea avea mesmerismul asupra unei persoane muribunde. El își îndreaptă atenția asupra prietenului său Ernest Valdemar, un literat pe care îl mesmerizase anterior și care a fost recent diagnosticat cu ftizie (tuberculoză).
Valdemar consimte să fie supus la acel experiment și-l informează pe narator printr-o scrisoare că va muri probabil în douăzeci și patru de ore. Cei doi medici ai lui Valdemar confirmă starea de sănătate proastă a pacientului lor. După obținerea unei noi confirmări din partea lui Valdemar că este dispus să facă experimentul, naratorul se întoarce în noaptea următoare cu două asistente și cu un student la medicină care să-i servească în calitate de martori. Din nou, Valdemar insistă că vrea să ia parte la experiment și-i cere naratorului să se grăbească, temându-se că s-a „amânat prea mult timp”. Valdemar este hipnotizat rapid, chiar în timpul în care cei doi medici revin și-i servesc ca martori suplimentari. Aflat în transă, el anunță mai întâi că este pe moarte, apoi că este mort. Naratorul îl lasă într-o stare mesmerică timp de șapte luni, verificând-o zilnic. În acest timp Valdemar are pielea rece și albă, fiind lipsit de puls, de bătăile inimii sau de o respirație perceptibilă.
În cele din urmă, naratorul face încercări de a-l trezi pe Valdemar, punându-i întrebări cărora li se răspunde cu greutate deoarece vocea lui Valdemar pare să-i iasă din gât și din limba ce-i atârnă, iar buzele și fălcile sale sunt înțepenite. Aflat într-o stare intermediară între transă și veghe, Valdemar îl imploră pe narator să-l adoarmă sau să-l trezească repede. În timp ce făcea cu repeziciune pasele magnetice pentru a-l scoate din transă, Valdemar strigă „Mort! Mort!” în mod repetat; în acest proces, trupul lui Valdemar se dezintegrează aproape imediat într-o „masă vâscoasă, dezgustătoare - o hidoasă putreziciune”.

## Istoricul publicării

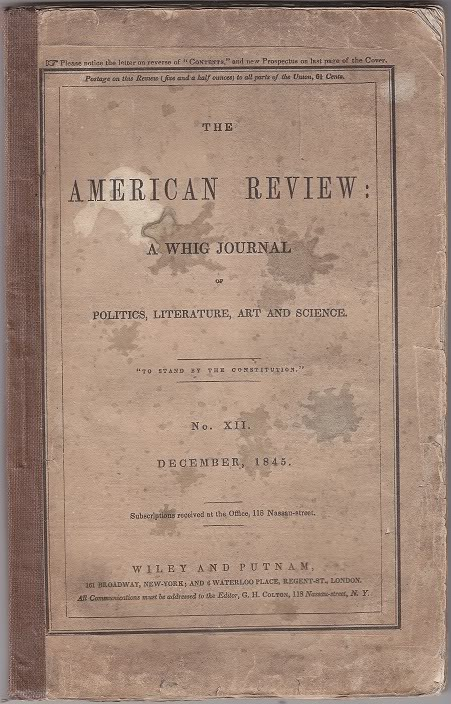
Povestirea a apărut sub titlul „The Facts of M. Valdemar's Case” în The American Review, decembrie 1845, Wiley and Putnam, New York.

Pe când ce era editor la The Broadway Journal, Poe a tipărit o scrisoare de la un medic din New York pe nume Dr. A. Sidney Doane care a povestit o operație chirurgicală efectuată în timp ce pacientul se afla „într-un somn magnetic”; scrisoarea a servit ca sursă de inspirație pentru povestirea lui Poe. „Faptele în cazul domnului Valdemar” a fost publicată simultan în ediția din 20 decembrie 1845 a Broadway Journal și în numărul din decembrie 1845 al American Review: A Whig Journal—această revistă a folosit titlul „The Facts of M. Valdemar's Case”. Ea a fost, de asemenea, republicată în Anglia, mai întâi ca o ediție pamflet intitulată „Mesmerism in Articulo Mortis” și apoi ca „The Last Days of M. Valdemar”.
Prima traducere în limba română a fost realizată de către Bonifaciu Florescu (fiul natural al lui Nicolae Bălcescu) și publicată sub titlul „Adevărul asupra casului d-lui Valdemar” în revista Povestitorul din București, anul I (1876), nr. 2, 11 iulie, pp. 17-24.:p. 360:p. 199 Alte traduceri au fost realizate de Ion Achimescu („Adevărul asupra cazului domnului Voldemar”, Liga literară, anul I, 1893, nr. 11-12),:p. 4 „Șt. P.” (cel mai probabil Ștefan Petică) („Adevărul asupra casului d-lui Valdemar”, inclusă în volumul Scrisoarea furată, Ruina casei Usher, Pisica neagră, Portretul oval și alte povestiri extraordinare, editat în 1897 de Institutul de Editură Ralian și Ignat Samitca din Craiova) și I.L. („Adevărata întîmplare a lui Valdemar”, Gazeta Transilvaniei, anul LXV, 1907, nr. 53, pp. 12; nr. 55, pp. 12) sau au fost publicate anonim sub titlurile „Un mort viu, nuvelă extra-ordinară” (Revista ilustrată din Craiova, nr. 1, 1891; Liga literară, nr. 11/12, 1894):p. 199, „Adevărul asupra cazului dlui Valdemar” (Constituționalul, anul XII, 1900, nr. 3290, p. 2; nr. 3295, p. 2; nr. 3297, p. 2), „Un mort viu, Nuvelă extraordinară” (Munca literară și științifică, nr. 1, 10 oct. 1904):p. 200, „Moartea dlui Valdemar” (Țara, anul II, 1904, nr. 34, pp. 33-45) și „Adevărul despre d. Waldemar” (Gazeta Transilvaniei, anul LXXII, 1910, nr. 3, pp. 12; nr. 4, pp. 12).
Povestirea a fost tradusă apoi de Mihu Dragomir și Constantin Vonghizas și a fost publicată sub titlul „Faptele în cazul domnului Valdemar” în vol. Scrieri alese, editat în 1969 de Editura pentru Literatură Universală din București, fiind reeditată și de alte edituri. Traduceri noi au fost realizate de Liviu Cotrău (publicată sub titlul „Faptele în cazul domnului Valdemar” în volumul Misterul lui Marie Rogêt și alte povestiri, editat în 2005 de Editura Polirom din Iași și reeditat de mai multe ori) și de Gabriel Mălăescu (publicată sub titlul „Adevărul în cazul domnului Valdemar” în volumul Prăbușirea casei Usher, editat în 2013 de Editura MondoRo din București).

## Analiză
Poe folosește în special descrieri detaliate și niveluri relativ ridicate de violență în „Faptele în cazul domnului Valdemar”, arătându-și cunoașterea textelor medicale. Din ochii lui Valdemar se scurge abundent la un moment dat un „lichid gălbui”, de exemplu, deși descrierile dezgustătoare ale lui Poe sunt rezumate cel mai bine în frazele finale ale povestirii: „... tot trupul s-a topit - s-a fărâmițat - s-a descompus pur și simplu sub mâinile mele. În fața noastră, pe pat, nu mai zăcea decât o masă vâscoasă, dezgustătoare - o hidoasă putreziciune”. Imaginile dezgustătoare au inspirat aproape sigur scrieri ulterioare precum cele ale lui H. P. Lovecraft. Aceste fraze finale transmit șoc, dezgust și neliniște într-un singur moment. Finalul poate sugera că încercările de a dobândi putere asupra morții au rezultate hidoase și că sunt sortite să nu aibă succes.
Jeffrey Meyers notează că „Valdemar” poate fi tradus aproximativ ca „valea mării”, sugerând probabil atât starea solidă, cât și pe cea lichidă așa cum apar în imaginile în care corpul lui Valdemar se transformă din starea sa normală solidă în cea lichidă în finalul povestirii.
Poe folosește de obicei dinții pentru a simboliza mortalitatea ca și în dinții „sepulcrali și dezgustători” ai calului din „Metzengerstein”, obsesia cu privire la dinți din „Berenice” sau în sunetul scrâșnetului de dinți din „Hopa-Hop sau opt urangutani înlănțuiți”.
Moartea lui Valdemar de tuberculoză, precum și încercările de a amâna moartea sa, ar putea să fi fost influențate de întâmplările trăite de soția lui Poe, Virginia. La momentul în care povestirea a fost publicată, ea suferea de patru ani de tuberculoză. Detaliile bolii prezentate de Poe în „Faptele în cazul domnului Valdemar” ar putea să fie inspirate de suferința Virginiei. În plus, Poe ar fi putut să fie inspirat de Andrew Jackson Davis, la ale cărui prelegeri despre mesmerism a participat.
Moartea lui Valdemar, cu toate acestea, nu este descrisă într-un mod emoțional potrivit temei tipice a „morții unei femei frumoase” portretizate în alte scrieri cum ar fi „Ligeia” și „Morella”. În contrast, moartea acestui bărbat este brutală și senzaționalistă.

## Răspuns critic
Mulți cititori au crezut că povestirea era un raport științific. Robert Collyer, un vindecător magnetic englez ce vizita Bostonul, i-a scris lui Poe spunând că el însuși a realizat un act asemănător pentru a revigora un om care fusese declarat mort (într-adevăr, omul era de fapt un marinar beat care a fost reînviat de o baie fierbinte). Collyer a consemnat succesul povestirii în Boston: „Relatarea de către dvs. a cazului dlui. Valdemar a fost reprodusă peste tot în acest oraș și a creat o foarte mare senzație”. Un alt englez, Thomas South, a folosit povestirea ca un studiu de caz în cartea sa Early Magnetism in its Higher Relations to Humanity, publicată în 1846. Un student la medicină, George C. Eveleth, i-a scris lui Poe: „Am crezut cu tărie că era adevărată. Dar vă spun dvs. că eu bănuiesc ferm că este o farsă”. Un cititor scoțian pe nume Archibald Ramsay i-a scris lui Poe „ca un credincios în mesmerism” întrebându-l cu privire la povestire: „Ea detaliază ... circumstanțe extraordinare”, scria el, preocupat de faptul că a fost etichetată drept farsă. „În numele ... Științei și adevărului”, el a solicitat un răspuns de la Poe însuși. Răspunsul lui Poe a fost că „Farsă este tocmai cuvântul potrivit. ... Câteva persoane o cred - dar eu nu.” Poe a primit multe scrisori similare și a răspuns unei astfel de scrisori trimise de un prieten: „P.S. Cazul Valdemar a fost o farsă, desigur”. În Daily Tribune, editorul Horace Greeley a remarcat că „mai mulți cetățeni onești” au fost păcăliți de poveste, dar „oricine a crezut-o un experiment veridic trebuie să aibă un grad de naivitate mare, foarte mare, într-adevăr”.
Elizabeth Barrett Browning i-a scris lui Poe despre povestire lăudându-i talentul de „a face ca improbabilități oribile să pară aproape și familiare”. Poetul virginian Philip Pendleton Cooke i-a scris și el lui Poe, numind povestirea „cel mai blestemat, oribil, șocant și ingenios capitol de ficțiune pe care un creier uman l-a conceput sau urmărit vreodată. Acel sunet gelatinos, vâscos al vocii omului! Nu a existat niciodată o astfel de idee mai înainte”. George Edward Woodberry a scris că povestirea, „din cauza dezgustului fizic și al groazei nebunești, nu are rival în literatură”. James M. Hutchisson se referă la această povestire ca „probabil cea mai înspăimântătoare poveste a lui Poe”.
Rudyard Kipling, un admirator al lui Poe, se referă la „Faptele în cazul domnului Valdemar” în povestirea sa „In the House of Suddhoo”, sugerând rezultatele dezastruoase ale vrăjitoriei folosite de un om ce încerca să salveze viața fiului său bolnav. Într-una dintre vrăji, capul unui copil mort pare să vorbească. Naratorul spune: „Citește relatarea lui Poe despre vocea care venea de la muribundul hipnotizat și vă veți da seama pe jumătate de groaza acelei voci.”

## Adaptări
Povestirea „Faptele în cazul domnului Valdemar” a fost adaptată de mai multe ori pentru radio, televiziune și cinema.
O primă adaptare a fost scurt-metrajul  Il caso Valdemar, produs în anul 1936, în Italia, de către regizorii Gianni Hoepli și Ubaldo Magnaghi. Emisiunea de teatru radiofonic The Weird Circle a prezentat în 1943 o adaptare intitulată „The Case of Monsieur Valdemar”. „Faptele în cazul domnului Valdemar” a fost adaptată în Argentina în anul 1960 ca un segment al filmului Masterpieces of Horror, prezentat mai întâi în SUA în 1965. El a fost, de asemenea, ultimul dintre cele trei segmente inspirate din povestirile lui Poe în filmul Tales of Terror (1962) al lui Roger Corman.
Narciso Ibáñez Serrador a inclus o adaptare în serialul Historias para no dormir (Povești pentru a nu adormi) în anul 1966, care a fost refăcută 16 ani mai târziu cu aceeași actori, dar de această dată în culori. Povestirea a fost adaptată apoi de George A. Romero în filmul de antologie Due occhi diabolici (1990). Serialul de teatru radiofonic Radio Tales conține o adaptare a povestirii intitulată „Edgar Allan Poe's Valdemar” (2000) pentru National Public Radio. Povestirea a fost adaptată liber în comedia neagră The Mesmerist (2002). În documentarul BBC Dickens, scriitorul Charles Dickens întâlnește o persoană ficțională cu numele de Poe în turneul său din Statele Unite ale Americii. Poe îl ia cu el pentru a vedea un om ținut la ușa morții prin hipnotism și, atunci când omul imploră să fie eliberat pentru a putea muri, el se transformă într-o grămadă de viermi. Povestirea este adaptată și în filmul de desene animate după povestirile lui Poe, Extraordinary Tales (Raul Garcia, 2013).